# Harry O
Harry O är en amerikansk deckarserie som producerades av Warner Bros. Television och sändes av ABC mellan 1974 och 1976.

## Handling
Polisen Harry Orwell tvingas lämna kåren efter att ha skadats i tjänsten. Han öppnar en detektivbyrå för att dryga ut pensionen.

## Rollista i urval
- David Janssen – Harry Orwell
- Anthony Zerbe – polislöjtnant K.C. Trench
- Paul Tulley - polissergeant Don Roberts
- Farrah Fawcett – Sue Ingram
- Henry Darrow – polislöjtnant Manuel "Manny" Quinlan (säsong 1)